# Carlencas-et-Levas
Carlencas-et-Levas é uma comuna francesa na região administrativa de Occitânia, no departamento de Hérault. Estende-se por uma área de 10,78 km². Em 2010 a comuna tinha 131 habitantes (densidade: 12,2 hab./km²).

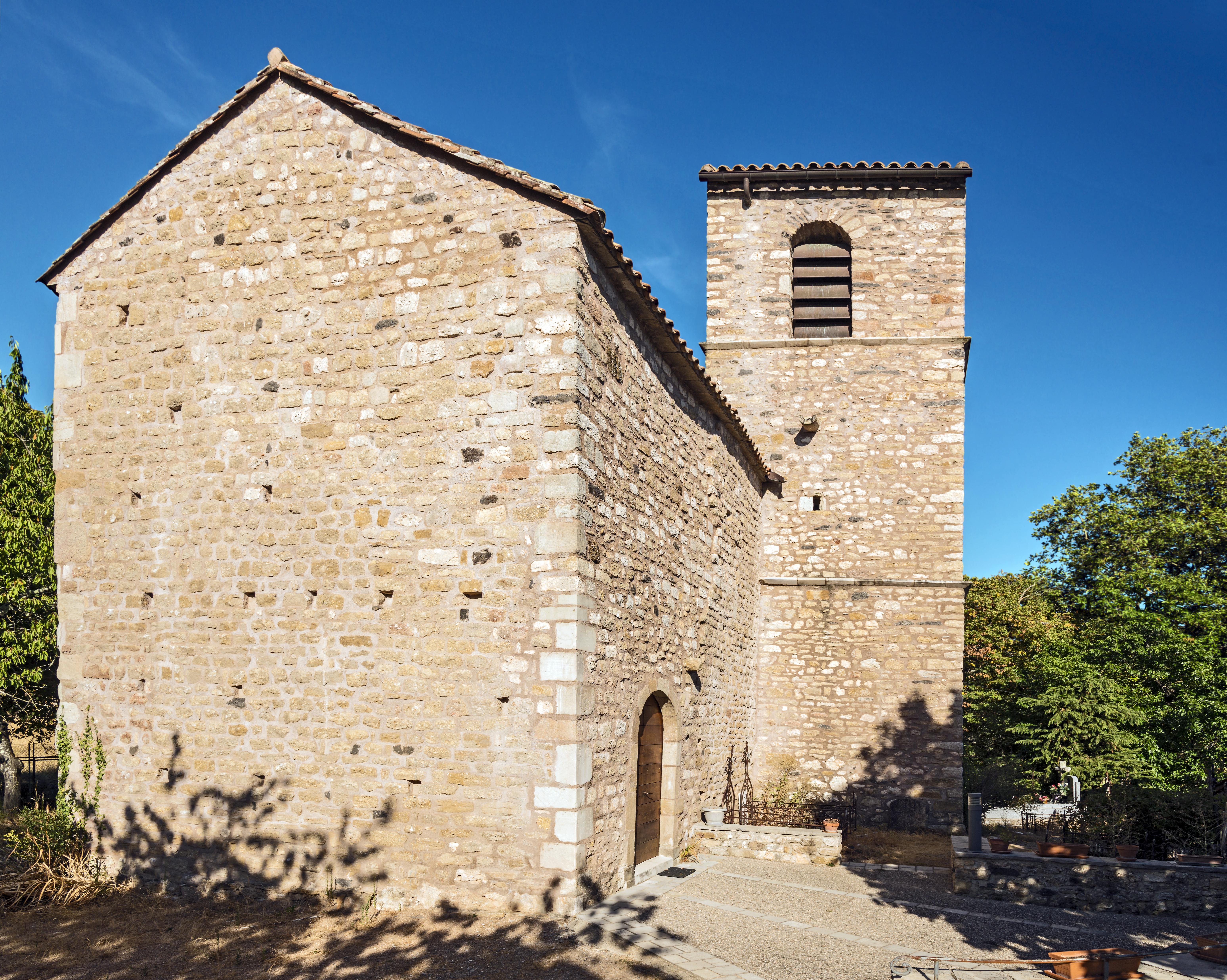
A capela de Levas.
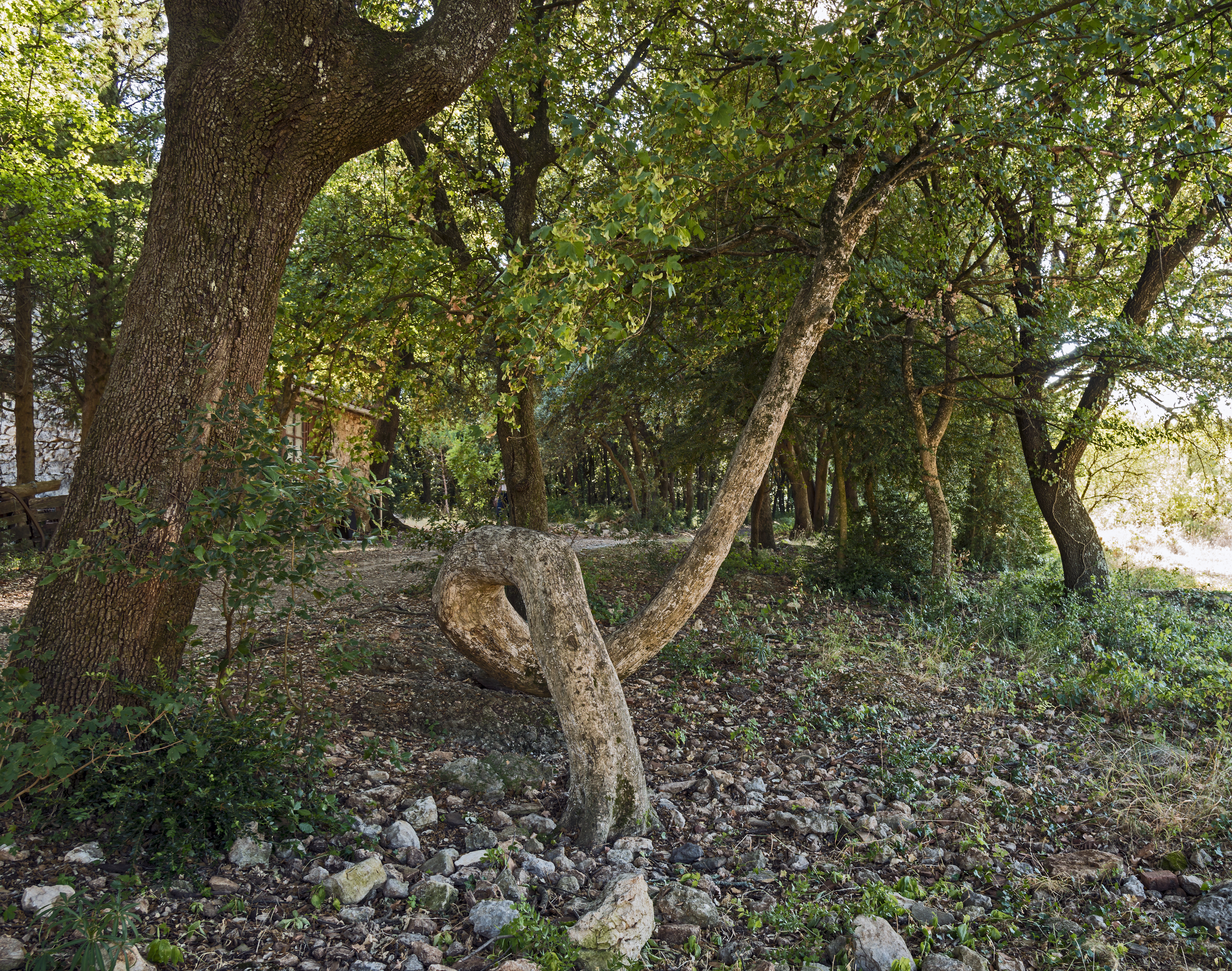
A árvore curvada da capela.